# Sebastià Junyer
Sebastià Junyer i Vidal (Castellón de Ampurias, 1878-Barcelona, 10 de diciembre de 1966) fue un pintor y coleccionista español, englobado en el llamado posmodernismo catalán.
Estudió en la Escuela de la Lonja de Barcelona. Trabajó un tiempo en la Sala Parés, donde se adentró en el mundo del coleccionismo. También expuso su obra en la misma sala, en 1902 y 1904. Fue un asiduo de las tertulias del café Els Quatre Gats, punto neurálgico del modernismo catalán, donde conoció a Pablo Picasso, con el que entabló amistad y con el que viajó a París. El artista malagueño realizó varios retratos de Junyer, como Retrato de Sebastià Junyer (1902-1903), Sebastianus III König (1903) o Retrato de Junyer Vidal de Torero (1903). Por su parte, Junyer coleccionó diversas obras del artista, algunas de las cuales donó al Museo Picasso de Barcelona en 1966, tres años después de su inauguración. Fue también coleccionista de arte antiguo y medieval, especialmente imágenes románicas.
Destacó como paisajista —principalmente de Mallorca y Vallcarca—, en un estilo decorativista y preciosista, que destaca por la riqueza de su colorido, así como cierta dosis de primitivismo, en un estilo cercano a Mariano Pidelaserra. Poco amigo de exponer sus obras, su trabajo pasó casi desapercibido por un tiempo, hasta una exposición retrospectiva de treinta y dos obras celebrada en la Sala Parés en 1953.
En colaboración con su hermano Carles Junyer creó un taller de restauración de obras de arte antiguas, desde el que presuntamente realizaron varias falsificaciones que introdujeron en el mercado del arte, como un Santo obispo que hicieron pasar por obra de Lluís Borrassà.